# Cuntis
Cuntis – gmina w Hiszpanii, w prowincji Pontevedra, w Galicji, o powierzchni 79,88 km². W 2011 roku gmina liczyła 4992 mieszkańców.